# Imovina
Imovina je ukupna vrijednost resursa, odnosno izvora potencijalne imovine, kojima poduzetnik raspolaže i njima se koristi kako bi ostvario gospodarsku aktivnost.
Prema funkciji i roku trajanja, imovina se dijeli na:
- Dugotrajna imovina (stalna)
  - nematerijalna imovina
  - materijalna imovina
  - financijska imovina
  - potraživanja
- Kratkotrajna imovina (tekuća)
  - zalihe
  - potraživanja
  - financijska imovina
  - novac na računu i blagajni